# Bellingwedde
Bellingwedde – była gmina w północno-wschodniej Holandii w prowincji Groningen. Składa się ona z dziewięciu miejscowości: Bellingwolde, Blijham, Klein-Ulsda, Oudeschans, Rhederbrug, Veelerveen, Vriescheloo, Wedde oraz Wedderveer.

## Miasta partnerskie
- Nowogród Bobrzański